# Lynette (Desperate Housewives)

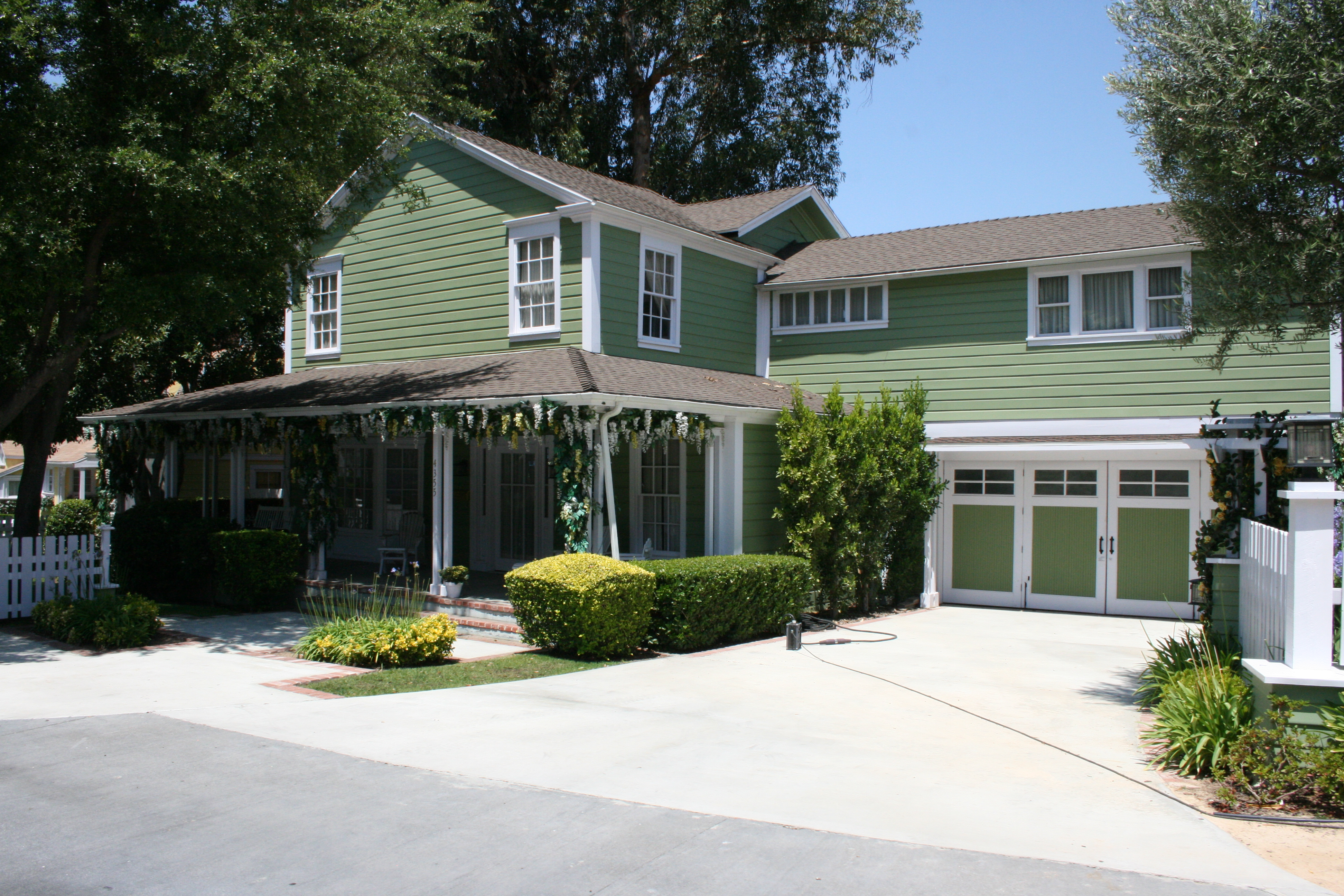
Casa de Lynette y su familia en Wisteria Lane

Lynette Scavo (de soltera Lindquist) (nacida el 3 de abril de 1968) es un personaje ficticio de Desperate Housewives de la ABC interpretado por Felicity Huffman.
Lynette Scavo es la equilibrada, la competitiva, siempre tiene retos y los supera con experiencias y libros. Lynette llegó a sentirse desilusionada y resentida con Tom por haber dejado su carrera por la crianza de sus hijos.

## Anteriormente
"¿Estás bromeando? me ha dejado embarazada tres veces en cuatro años, ojalá se acostara con otra..."
Lynette Scavo

La mamá de Lynette era alcohólica y les pegaba con frecuencia a ella y a su hermana, después ya de grande Lynette era una excelente publicista, en la agencia de publicidad donde trabajaba conoció a su futuro esposo, Tom. Al casarse quedó embarazada de gemelos y Tom propuso que Lynette dejara su carrera y se dedicara a sus hijos. Finalmente tuvo 4 traviesos hijos a los cuales Lynette no acostumbraba a darles azotes y regañarlos severamente puesto que le recordaba a su infancia.

## Primera temporada
En toda la primera temporada, Lynette trata cuidar a sus cuatro traviesos hijos (Parker, Porter y Preston son niños, y Penny es la niña) y ser una supermamá a tal grado de drogarse para tener energía. Pero cuando van a ascender a su esposo Tom, Lynette hace un trato con la esposa del jefe para que no lo asciendan, pues piensa que les iba a hacer falta a los niños. Al saber la noticia, Tom renuncia, haciendo que Lynette regrese al trabajo.

## Segunda temporada
Después de que su esposo renunciara, Lynette vuelve a la publicidad pero se estresa por tener que ser madre y trabajadora. En el trabajo tiene muchos problemas con su jefa la cual es muy mala, enojona y exigente. Poco después encuentra a su jefa teniendo relaciones con Stu, el secretario, pero la jefa al darse cuenta despide a Stu para evitar rumores. Entonces Lynette aconseja a Stu demandar a la empresa por abuso sexual, y la empresa para pagarle a Stu para que no demandara despide a casi todos los empleados, incluyendo a la jefa de Lynette, y así volviendo a Lynette vicepresidenta y con un presidente que es algo inmaduro. Como vicepresidenta no tiene tiempo para ver a sus hijos pero después ella logra abrir una guardería en su trabajo, con lo que su esposo, Tom, regresa a trabajar también pero con misteriosas visitas a Atlantic city. Después se descubre que antes de su matrimonio Tom tuvo relaciones con una mujer llamada Nora que conoció en un crucero y como resultado una hija de la cual él no sabía nada, llamada Kayla.

## Tercera temporada
En la tercera temporada, Nora se muda cerca de ellos, y empieza a visitarlos diariamente, lo cual empieza a volver loca a Lynette. Tom le dice a Lynette que quiere seguir su sueño: ser dueño de una pizzería, y con el tiempo, Lynette lo apoya, y logran ser un éxito con su pizzería. Cuando Nora intenta besar a Tom, quien le deja claro que ama a Lynette, Lynette va a la casa de Nora tumbando la puerta, y la amenaza diciendo que si vuelve a acercarse a Tom, hará con su trasero lo mismo que hizo con su puerta. Nora sin embargo va donde Tom y le dice enfrente de Lynette que se va a mudar a México con Kayla, y van a vivir encima de un bar, lo cual asusta totalmente a Tom, y Lynette decide demandar a Nora por la custodia. Nora al enterarse, va a buscar a Lynette para confrontarla en el supermercado, y terminan siendo rehenes de Carolyn Bigsby, la ex vecina de Orson Hodge, quien se entera de que su esposo, el dueño del supermercado, la engañó con Monique Pollier. Carolyn le dispara a Nora al enterarse de que intentó besar al esposo de Lynette, quien dice: "Es obvio lo que ella piensa sobre las zorras (Nora)". A pocos segundos de morir, Nora le hizo prometer a Lynette que cuidaría a Kayla como a una hija y ésta aceptó. Al morir Nora, Kayla se une a la familia, pero como Nora le habló mal a Kayla de Lynette, Kayla odia a Lynette, y empieza a hacerle la vida imposible, hasta que Tom dice basta y le dice a Kayla que va a tratar bien a Lynette aunque no la quiera, pero Kayla sigue haciéndole la vida imposible a Lynette y la mete en muchos aprietos desde avergonzarla frente a sus otros hijos hasta hacer que casi la despidiesen, aunque de todas formas renuncia.
Tom decide abrir una pizzería, cosa disparatada para Lynette. Pero Tom convierte un local sucio y terrible en un hermoso restaurante. Rick Celletti,  quiere entrar al restaurante, pero a Tom no le agrada pues en capítulos posteriores intenta seducir a Lynette. Lynette se enamora de Rick Coletti, pues es apuesto y es mejor que 5 hijos desesperantes y un esposo que ya no es muy joven. Rick Colleti se enamora de Lynette, pues tras ser drogadicto no tiene a nadie en el mundo. Obviamente Lynette empieza a tener problemas matrimoniales con Tom, y éste se las ingenia para hacer que Rick se vaya. Al final de la temporada Lynette descubre que tiene cáncer.

## Cuarta temporada
Lynette Scavo está luchando contra el cáncer, y su madre estará ahí para ayudarla (su madre aparece en el final de temporada de la tercera temporada). Los problemas matrimoniales de Lynette y Tom continuarán, aunque ella sufra de cáncer. Tras pérdida de cabello y muy poca energía, Lynette no sale mucho de su casa, pero cuando su hijo Parker, se mete en una obra escolar, le piden a Lynette que ayude con los trajes y esa clase de cosas. Al no cumplir con ese trabajo, una de las madres la presiona, lo cual obliga a Lynette a revelar que tiene cáncer. Luego del tornado se entera de que Ida Greenberg ha muerto por salvar a sus hijos y por esto decide esparcir sus cenizas donde ella lo pidió. También, Rick Coletti regresará para la cuarta temporada, es decir que con Rick, Tom, su madre y el cáncer, esta temporada no será nada fácil para Lynette. Durante los últimos episodios Kayla le hace cosas malas a Lynette logrando que ella la castigue y por venganza Kayla la acusa de abuso de menores y Lynette obliga a Tom a que decida entre ella o Kayla. Tom elige inesperadamente a Lynette y envía a Kayla a casa de sus abuelos. Tom sufre mucho por esta pérdida ya que al subirse al auto de sus abuelos, Kayla llora y empieza a gritar perdona papi, perdona por favor perdóname por lo que hice, ¡papá!, Tom queda muy apenado por lo sucedido. No se vuelve a saber nada de Kayla.

## Quinta temporada
Los gemelos de Lynette ahora tienen 16 años, en el restaurante Scavo's montaron un bar de apuestas y consumen bebidas alcohólicas, cuando Lynette descubre esto los castiga pero ellos tratan de convencerla para que los deje ir a la fiesta de graduación, Lynette habla con Tom para que él también le ayude a castigar a sus hijos, pero en su lugar los deja acudir a otra fiesta, con eso Lynette se molesta y les da las llaves del coche de Tom para que vayan en él a la fiesta. Mientras Tom y Lynette esperan que vuelvan de la fiesta hablan de cómo educaron a sus hijos cuando eran pequeños, al final Porter y Preston llegan y Tom los castiga.
Lynette también debe lidiar con un amorío de su hijo Porter con una mujer mayor. Lynette descubre que esta mujer es golpeada por su esposo. En el episodio 'City of fire' durante la batalla de las bandas tiene un altercado con el sujeto. Porter después sería acusado de incendiar el local.
Al final Lynette piensa que el cáncer ha vuelto sin embargo se entera de que está embarazada, de gemelos.

## Sexta temporada
En el comienzo Lynette se siente impotente por volver a estar embarazada lo cual deriva en algunos enojos de Tom por su actitud. Lynette oculta la situación a su jefe Carlos temiendo que la despida. Esto origina un duro enfrentamiento con Gabrielle.
Durante el episodio de la tragedia de la avioneta (Inesperada Navidad 6x10) Lynette salva a Celia lo que produce una reconciliación entre los Scavo y los Solís. Lynette pierde a uno de sus gemelos tras el accidente. 
Lynette se ofusca con la llegada de Preston y su nueva novia Irina la cual está totalmente interesada en el dinero del ingenuo adolescente. Previo al casamiento entre ellos, Lynette descubre las andanzas de Irina y finalmente Preston la abandona. Irina termina siendo una de las víctimas del estrangulador de Fairview.
Porter se hace amigo de Eddie, un joven totalmente perturbado al que Lynette intenta ayudar. Sin embargo descubre los terribles secretos que este guarda. Al final de la temporada Lynette tiene a su quinta hija Paige.

## Séptima temporada
Los Scavo reciben en su casa a una vieja amiga de Lynette, Renee Perry la cual ocasiona uno que otro disturbio entrometiéndose en la relación con Tom. Se revela que Renee fue amante de Tom antes de casarse con Lynette por lo que esta última organiza una venganza contra su esposo por no tener el valor de revelarlo. Stella Wingfield, madre de Lynette, vuelve en el episodio 13 titulado "I'm Still here" con su nuevo novio. Al final de la temporada los graves problemas matrimoniales de Lynette y Tom conllevan a una ruptura en la relación que queda evidenciada en el capítulo And lots of security....

## Trivia

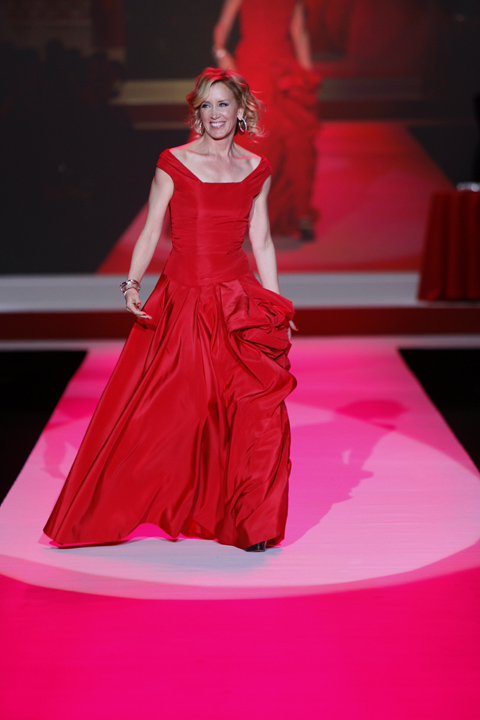
Felicity Huffman actúa como Lynette

- Ella es la única desesperada que ha estado casada con el mismo hombre desde el inicio de la serie.
- La versión argentina de "Desperate Housewives", muestra una Lynette llamada Lía Salgari (Mercedes Morán), la colombo-ecuatoriana a Lina Yepes de Aguilar (Geraldine Zivic, Flora Martínez), la de la Comunidad Hispana de Estados Unidos a Leonor Guerrero (Lorna Paz) y la brasileña a Lígia Salgado (Teresa Seiblitz).
- En España el personaje de Lynette está doblado por Ana Wagener y en América Latina está doblado por la ex-locutora de radio Rona Fletcher.
- Aunque los hijos de Lynette se llaman: Porter, Preston, Parker, Penny y Paige aunque en el mapa de Mike (que usaba para investigar la desaparición de Deirdre) los hijos de Lynette se llaman: Porter, Preston, Parker y Daisy (refiriéndose a Penny).
- Lynette tiene una hijastra llamada Kayla. Ella le hace la vida imposible tras la muerte de su madre, Nora, Kayla es la hija de Tom.

- Datos: Q536140